# Xoria
Xoria is een geslacht van vlinders van de familie spinneruilen (Erebidae).

## Soorten
- X. fascifera (Holland, 1894)
- X. filifera (Walker, 1869)
- X. orthogramma (Bethune-Baker, 1909)